# Aérodrome d'Independence (Belize)
L'aérodrome d'Independence (code IATA : INB), aussi connu comme aérodrome de Savannah ou Mango Creek est un aéroport situé à 1 km à l'ouest de Mango Creek, district de Toledo, Belize.

## Situation
| Belize City (International) Belize City (National) Belmopan‎ Big Creek Caye Caulker Caye Chapel Corozal Dangriga Independence/Savannah Orange Walk‎ Town Placencia‎ Punta Gorda San Ignacio‎ San Pedro‎ Sarteneja Silver Creek |